# 도요쓰촌 (후쿠오카현)
도요쓰촌(豊津村)은 후쿠오카현 미야코군에 있던 촌이다. 현재의 미야코정의 일부에 해당한다.